# Montsoreau
Montsoreau je naselje in občina v zahodnem francoskem departmaju departmaja Maine-et-Loire regije Loire. Leta 2019 je naselje imelo 431 prebivalcev. 
Montsoreau je na seznamu najlepših vasi v Franciji.

## Geografija
Montsoreau je v sklopu doline Loare uvrščena na UNESCO seznam svetovne kulturne dediščine. Mesto leži v nekdanji zgodovinski pokrajini Anjou ob reki Loaro. 

## Demografija
Uradne številke prebivalstva Montsoreaua so 449 prebivalcev po podatkih INSEE, mesto je tako izgubilo 1,8% svojega prebivalstva med letoma 2010 in 2015. Demografija Montsoreaua je veliko odvisna od dejavnosti mesta, drugih domovi in upokojencev. Mestno gospodarstvo, osredotočeno na turizem, in kmetijstvo, je število prebivalcev omejeno z geografskimi omejitvami, gostoto njegovega habitata in dejstvom, da je en del zemljišča namenjen gojenju trte in kmetijski objekti vinarjev (skladišča, kleti, vinske kleti). Vendar je pritisk na nepremičnine v Montsoreauu razmeroma pomemben, saj izhaja iz visoke ravni varstva pravil urbanističnega načrtovanja zaradi različnih teritorialnih klasifikacij (UNESCO, Nacionalna, regionalna in departmajna) in seveda vodi do povečanja nepremičnin cene.

## Gospodarstvo
| Osnovni podatki za Montsoreau, Nantes, Angers, Lyon, Marseille in Pariz | Osnovni podatki za Montsoreau, Nantes, Angers, Lyon, Marseille in Pariz | Osnovni podatki za Montsoreau, Nantes, Angers, Lyon, Marseille in Pariz | Osnovni podatki za Montsoreau, Nantes, Angers, Lyon, Marseille in Pariz | Osnovni podatki za Montsoreau, Nantes, Angers, Lyon, Marseille in Pariz | Osnovni podatki za Montsoreau, Nantes, Angers, Lyon, Marseille in Pariz | Osnovni podatki za Montsoreau, Nantes, Angers, Lyon, Marseille in Pariz | Osnovni podatki za Montsoreau, Nantes, Angers, Lyon, Marseille in Pariz |
| Popis leta 2015                                                         | Montsoreau                                                              | Nantes                                                                  | Angers                                                                  | Lyon                                                                    | Marseille                                                               | Pariz                                                                   | Francija                                                                |
| ----------------------------------------------------------------------- | ----------------------------------------------------------------------- | ----------------------------------------------------------------------- | ----------------------------------------------------------------------- | ----------------------------------------------------------------------- | ----------------------------------------------------------------------- | ----------------------------------------------------------------------- | ----------------------------------------------------------------------- |
| Skupno prebivalstvo 2015                                                | 439                                                                     | 303,382                                                                 | 151,520                                                                 | 513,275                                                                 | 861,635                                                                 | 2,206,488                                                               | 66,190,280                                                              |
| Spremembe prebivalstva 2010 to 2015                                     | −1.8%                                                                   | +1.3%                                                                   | +0.5%                                                                   | +1.2%                                                                   | +0.3%                                                                   | −0.3%                                                                   | +0.5%                                                                   |
| Gostota prebivalstva (ljudje / kvadratni km)                            | 85                                                                      | 4654                                                                    | 3547                                                                    | 4140                                                                    | 3580                                                                    | 8083                                                                    | 105                                                                     |
| Srednji dohodek gospodinjstva (2015)                                    | €19,846                                                                 | €21,263                                                                 | €19,194                                                                 | €22,501                                                                 | €18,131                                                                 | €26,431                                                                 | €20,566                                                                 |
| Stopnja brezposelnosti                                                  | 12.7%                                                                   | 17.0%                                                                   | 20.7%                                                                   | 13.9%                                                                   | 18.5%                                                                   | 12.2%                                                                   | 14.2%                                                                   |
| Glavno prebivališče (%)                                                 | 60.5%                                                                   | 90.2%                                                                   | 90.2%                                                                   | 87.8%                                                                   | 89.5%                                                                   | 83.6%                                                                   | 82.5%                                                                   |
| Drugi dom (%)                                                           | 22.7%                                                                   | 3.5%                                                                    | 2.2%                                                                    | 3.8%                                                                    | 2.9%                                                                    | 8.2%                                                                    | 9.5%                                                                    |
| Podjetja (enote)                                                        | 71                                                                      | 33,943                                                                  | 13,064                                                                  | 73,767                                                                  | 88,059                                                                  | 546,320                                                                 | 6,561,692                                                               |
| Gostota poslovanja (posel / 1000 ljudi)                                 | 161.7                                                                   | 111.9                                                                   | 86.2                                                                    | 143.7                                                                   | 102.2                                                                   | 247.6                                                                   | 99.1                                                                    |

## Podnebni podatki
| Podnebni podatki za Montsoreau                                  | Podnebni podatki za Montsoreau | Podnebni podatki za Montsoreau | Podnebni podatki za Montsoreau | Podnebni podatki za Montsoreau | Podnebni podatki za Montsoreau | Podnebni podatki za Montsoreau | Podnebni podatki za Montsoreau | Podnebni podatki za Montsoreau | Podnebni podatki za Montsoreau | Podnebni podatki za Montsoreau | Podnebni podatki za Montsoreau | Podnebni podatki za Montsoreau | Podnebni podatki za Montsoreau |
| Mesec                                                           | Jan                            | Feb                            | Mar                            | Apr                            | Maj                            | Jun                            | Jul                            | Avg                            | Sep                            | Okt                            | Nov                            | Dec                            | Letno                          |
| --------------------------------------------------------------- | ------------------------------ | ------------------------------ | ------------------------------ | ------------------------------ | ------------------------------ | ------------------------------ | ------------------------------ | ------------------------------ | ------------------------------ | ------------------------------ | ------------------------------ | ------------------------------ | ------------------------------ |
| Rekordno visoka temperatura °C                                  | 16.9                           | 20.8                           | 23.7                           | 29.2                           | 31.8                           | 36.7                           | 37.5                           | 39.8                           | 34.5                           | 29.0                           | 22.3                           | 18.5                           | 39.8                           |
| Povprečna visoka temperatura °C                                 | 11.1                           | 12.1                           | 15.1                           | 17.4                           | 22.5                           | 27                             | 26.4                           | 27.2                           | 21.6                           | 19.9                           | 12.7                           | 9.2                            | 19.2                           |
| Povprečna dnevna temperatura °C                                 | 6.2                            | 8.2                            | 10.8                           | 10.9                           | 16.5                           | 20.6                           | 20.8                           | 21.4                           | 16.5                           | 15                             | 8.5                            | 5.9                            | 14.1                           |
| Povprečna nizka temperatura °C                                  | 8.8                            | 4                              | 6.5                            | 4.5                            | 10.6                           | 14.2                           | 15.3                           | 15.3                           | 11.2                           | 10.2                           | 4.4                            | 2.6                            | 9.0                            |
| Povprečna količina padavin mm                                   | 66                             | 35                             | 50                             | 3.5                            | 45                             | 51                             | 27                             | 15.5                           | 34                             | 11.5                           | 29                             | 40                             | 411                            |
| Povp. št. sneženih dni                                          | 1.7                            | 1.9                            | 1.4                            | 0.2                            | 0.1                            | 0.0                            | 0.0                            | 0.0                            | 0.0                            | 0.0                            | 0.4                            | 1.3                            | 7.0                            |
| Povprečna relativna vlažnost (%)                                | 88                             | 84                             | 80                             | 77                             | 77                             | 75                             | 74                             | 76                             | 80                             | 86                             | 89                             | 89                             | 81.3                           |
| Povp. št. sončnih ur                                            | 69.9                           | 90.3                           | 144.2                          | 178.5                          | 205.6                          | 228                            | 239.4                          | 236.4                          | 184.7                          | 120.6                          | 67.7                           | 59.2                           | 1.824,5                        |
| Vir 1: Climatologie mensuelle à la station de Montreuil-Bellay. |                                |                                |                                |                                |                                |                                |                                |                                |                                |                                |                                |                                |                                |
| Vir 2: Infoclimat.fr (humidity, snowy days 1961–1990)           |                                |                                |                                |                                |                                |                                |                                |                                |                                |                                |                                |                                |                                |

## Rečni prehodi
Montsoreau se nahaja navzdol od sotočja z glavnimi pritoki Loire. Ti pritoki, ki so napihnili rečno dno, Loire doseže svojo polno širino pri Montsoreau, kar ima posledice za prehod z enega brega na drugega in pojasnjuje izjemno dolžino mostu Montsoreau, ki je 174. daljši most Francije.

## Znamenitosti
- Naravni park regije Loire-Anjou-Touraine
- Most v Montsoreau
- Graščina Montsoreau
- Cerkev Saint-Pierre
- Banke Loire
- Dolmen de la Pierrelée
- Muzej mila